# Чесноковка (Сорочинский район)
Чесноковка — посёлок в Сорочинском городском округе Оренбургской области России.

## География
Посёлок находится в западной части Оренбургской области, в пределах возвышенности Общий Сырт, в степной зоне, на правом берегу реки Чесноковки, на расстоянии примерно 25 километров (по прямой) к северо-западу от города Сорочинска, административного центра района. Абсолютная высота — 132 метра над уровнем моря.
Часовой пояс
Посёлок Чесноковка, как и вся Оренбургская область, находится в часовой зоне МСК+2. Смещение применяемого времени относительно UTC составляет +5:00.

## История
До 1 июня 2015 года входил в состав ныне упразднённого Пронькинского сельсовета.

## Население
| 2010 |
| ---- |
| 3    |

Половой состав
По данным Всероссийской переписи населения 2010 года в половой структуре населения мужчины составляли 66,7 %, женщины — соответственно 33,3 %.
Национальный состав
Согласно результатам переписи 2002 года, в национальной структуре населения чуваши составляли 61 % из 18 чел., русские — 39 %.